# HD 162734
HD 162734，又名BD+15 3292，SAO 103161、HR 6665，是一颗恒星，视星等为6.46，位于銀經40.41，銀緯19.92，其B1900.0坐标为赤經17h 47m 27.7s，赤緯+15° 19.92′ 0″。